# Heinuanjärvi
Heinuanjärvi är en sjö i Finland. Den ligger i kommunen Kyyjärvi i landskapet Mellersta Finland, i den centrala delen av landet, 300 km norr om huvudstaden Helsingfors. Heinuanjärvi ligger 168 meter över havet. Arean är 43,2 hektar och strandlinjen är 3,95 kilometer lång. Sjön  ingår i Kymmene älvs huvudavrinningsområde.   I omgivningarna runt Heinuanjärvi växer i huvudsak blandskog.